# Institut d'État de recherche musicale

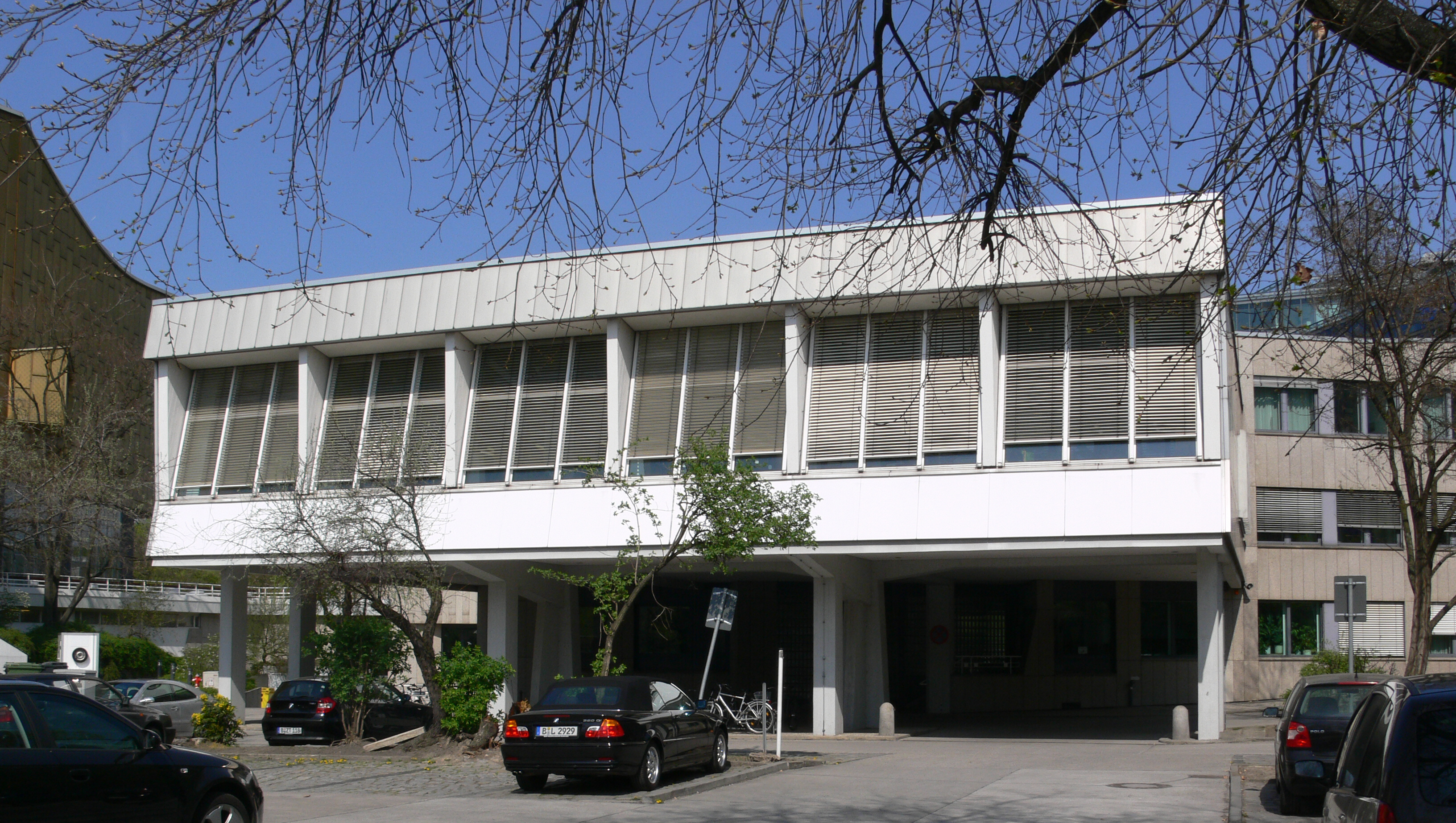
Entrée du SIMPK à côté du parking de la Philharmonie (2009)

L'Institut d'État de recherche musicale - Patrimoine culturel prussien (SIMPK) (Staatliches Institut für Musikforschung - Stiftung Preußischer Kulturbesitz) est une institution allemande de recherche en musicologie pour l'étude des instruments de musique, l'histoire de la musique et la théorie de la musique installée à Berlin, qui gère également le Musée des instruments de musique de Berlin (en allemand : Musikinstrumenten-Museum (MIM)).

## Histoire
Les efforts d'érudits prussiens pour créer un institut de recherche en histoire de la musique et en instrumentologie remontent à 1888, lorsque  Philipp Spitta et Joseph Joachim proposèrent d'acheter la collection d'instruments de musique Paul de Wit à Leipzig. Avec ses 240 objets ainsi que 34 instruments de musique provenant du Kunstgewerbemuseum, la collection d'instruments historiques de l'École Supérieure Académique Royale de Musique de Berlin fut créée. D'autres acquisitions s'y ajoutèrent en 1890 et 1891. En 1902, l'empereur Guillaume II permit l'achat d'une collection d'instruments de Gand comprenant 1145 objets.
Le 14 février 1893, sous la direction de Oskar Fleischer, la Collection royale d'instruments de musique anciens fut inaugurée dans l'ancienne Bauakademie sur la Schinkelplatz. En 1917, Carl August Rau (1890-1921) fonda une école de musique, après une préparation sous le patronage du prince Adolphe de Schaumbourg-Lippe, et créa le Fürstliche Institut für musikwissenschaftliche Forschung à Bückeburg. Après la Première Guerre mondiale, Curt Sachs prit la direction de la collection à la Staatliche Hochschule für Musik de Berlin en décembre 1919. En tant que juif, Curt Sachs fut démis de ses fonctions au printemps 1933 et s'exila via Paris aux États-Unis d'Amérique. Le nouveau directeur de la collection fut Georg Schünemann.
En 1935, le Staatliche Institut für Deutsche Musikforschung fut créé sous la direction de Max Seiffert : l'institut princier de Bückeburg lui fut rattaché en tant que département historique, les archives musicales des chants populaires allemands qui existaient depuis 1917 à Berlin formèrent le département de musique populaire, d'abord sous la direction provisoire de Kurt Huber, qui fut remplacé au bout d'un an seulement par Alfred Quellmalz. Le troisième département était le musée des instruments de musique, qui appartenait jusqu'alors à la Hochschule für Musik et qui fut rattaché en 1936. Dans les années du Troisième Reich, l'institut connut un essor, car la plupart des musicologues, dans la mesure où ils n'avaient pas émigré, soutenaient volontiers le national-socialisme. En 1941, Max Seiffert prit sa retraite ; jusqu'en 1945, l'institut fut dirigé par intérim par Hans Albrecht. Le 1er janvier 1945, l'institut fut fermé par décret du ministre du Reich pour la science, l'éducation et la formation du peuple Bernhard Rust.
Dans les années d'après-guerre, l'institut passa sous la tutelle du Sénat de Berlin et, après avoir changé de lieu provisoire, il put s'installer en 1949, sous la direction d'Alfred Berner, dans le château de Charlottenburg, où des salles d'exposition furent également aménagées pour le musée des instruments de musique, qui rouvrit ses portes en 1963. En 1962, l'institut et son musée ont été intégrés dans l'association de la nouvelle fondation Preußischer Kulturbesitz. Après plusieurs déménagements, un nouveau bâtiment, inauguré le 14 décembre 1984, fut construit de 1979 à 1984 dans la Tiergartenstraße 1, d'après les plans de l'architecte Hans Scharoun, à proximité de la Philharmonie, qui abrite aujourd'hui l'institut et le musée des instruments de musique.
Alfred Berner prit sa retraite en 1975. Son successeur fut Hans-Peter Reinicke (de). L'ancienne directrice du musée des instruments de musique Dagmar Droysen-Reber (de) lui a succédé en 1989. Le directeur de l'institut a été Thomas Ertelt (de) de 2001 à juillet 2021. Son successeur est la musicologue Rebecca Wolf. La direction du musée des instruments de musique a été reprise en 1994 par Conny Restle (de).

## Activités
L'Institut national de recherche musicale emploie aujourd'hui 55 personnes dans quatre départements ("Musée des instruments de musique", "Théorie et histoire de la musique", "Acoustique et technologie musicale / Technique de studio et informatique", "Documentation musicologique").
Une théorie musicale orientée vers la pratique, qui reflète le rapport entre la théorie musicale et la pratique de la musique (de), la connaissance historique des instruments et la bibliographie des écrits musicaux (de) (BMS), fondée en 1936, constituent les principaux axes de recherche  de l'institut. Un projet à long terme sur l'histoire de la théorie musicale, prévu en 15 volumes, qui remonte à l'initiative de Carl Dahlhaus, est élaboré ici par environ 50 musicologues. Dans ce contexte, les collaborateurs s'occupent également de l'interprétation historiquement informée, qui est testée sur les instruments et dans les locaux du musée dans la série de manifestations appelée Musique ancienne en direct.
En outre, l'institut élabore une édition complète de la correspondance de l'École préclassique de Vienne (entre autres 2300 lettres de Arnold Schönberg, Alexander Zemlinsky, Alban Berg et Anton Webern ainsi que la correspondance de leurs interprètes déterminants Eduard Steuermann et Rudolf Kolisch).
Le bâtiment de la Tiergartenstraße dispose d'une bibliothèque (environ 67.000 volumes, 170 périodiques conservés en permanence) ainsi que d'une collection de supports sonores, d'un laboratoire électronique, d'un studio d'enregistrement, d'une salle de réverbération, de postes de montage numérique pour les recherches sur l'acoustique ainsi que d'une salle de spectacle d'environ 200 places (salle Curt-Sachs). En outre, sous la direction de Martin Elste, président de longue date du Prix de la critique allemande du disque (de), l'institut s'occupe de l'enregistrement et de la diffusion de supports sonores (de) produits et reproduits à des fins commerciales (discologie). Les archives conservent, outre les documents musicaux (de) et manuscrits musicaux (650 manuscrits, dont 320 autographes) plus de 6000 lettres de musiciens, provenant entre autres des successions de Joseph Joachim et Franz Wüllner. Les archives de l'Orchestre philharmonique de Berlin y sont également hébergées.
L'institut présente régulièrement les résultats de ses recherches au public par des concerts publics, des symposiums et des conférences. Le projet de documentation BMS online (de) rend la bibliographie continue des écrits musicologiques accessible à un large cercle d'utilisateurs.